# Великі Гуляки
Великі Гуляки (до 1965 — Великі Голяки) — село в Україні, у Фастівському районі Київської області. Розташоване по обидва береги річки Жарки (притока Ірпеня). До 22 травня 1957 року входило до складу Корнинського району Житомирської області.

## Етимологія
За версією Л.Похилевича першу назву «Голяки» отримали від того, що починаючи з першої половини 16 століття на незаселених землях по обидва боки річки Жарки осідали втікачі з навколишніх поселень, що намагались сховатись від неволі, адже були вони бідняками, «голими бідняками», «голяками».

## Історія
У липні 1768 року в селі побували козаки Івана Бондаренка, мешканці села брали активну участь у повстанні надвірних козаків.
У 1810 р. князь Григорій Долгорукий якому належали Дідівщина, Томашівка та Голяки продав їх Катерині Борейковій-Хаєцькій, що мала чотирьох синів. У 1825 р. Голяки дістаються за батьківської спадщини Тадеусу — офіцеру війська польського, маршалку шляхти Сквирського повіту. Останнім володарем села до 1917 року був Казимир Хаєцький якому належало 1307 десятин орної землі, а на луках випасалось 600 голів рисаків англо-арабської породи.

## Населення

### Мова
Розподіл населення за рідною мовою за даними перепису 2001 року:
| Мова       | Кількість | Відсоток |
| ---------- | --------- | -------- |
| українська | 564       | 97.75%   |
| російська  | 10        | 1.74%    |
| білоруська | 1         | 0.17%    |
| вірменська | 1         | 0.17%    |
| румунська  | 1         | 0.17%    |
| Усього     | 577       | 100%     |

## Соціально-економічна інфраструктура
Фельдшерсько-акушерський пункт, відділення зв'язку, мережа торговельних закладів.

## Посилання

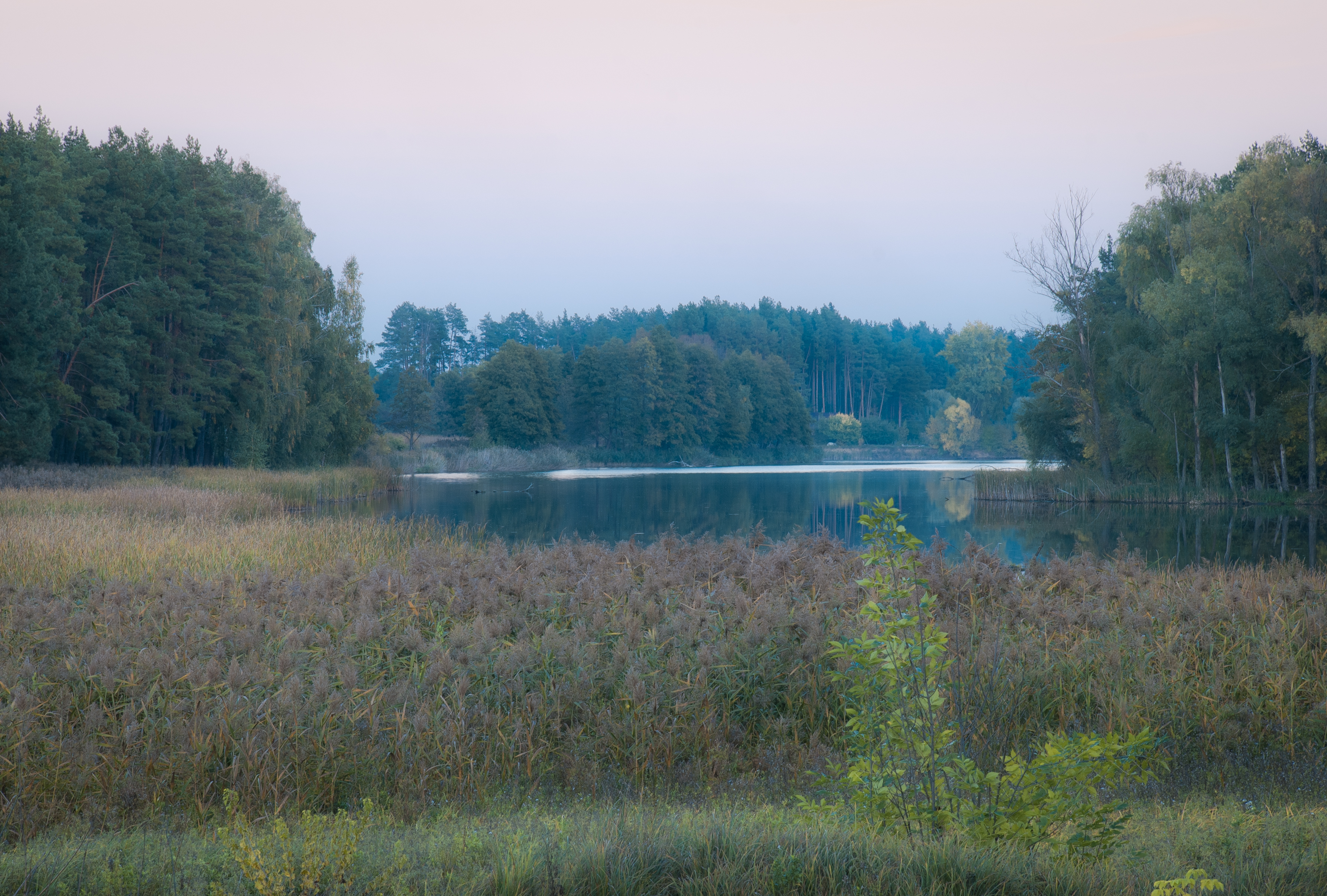
Ставок в селі

## Відомі люди
- Богатиренко Феодосій Іванович (1898—1921) — український повстанський отаман часів Радянсько-української війни.
- Яковенко Валентин Петрович (1945) — український політик, кандидат економічних наук, народний депутат України II скликання.
- Концевич Іраїда Опанасівна —український та радянський судовий медик, педагог, доктор медичних наук, професор.
- Поліщук Афанасій Лукич (1903—1953) — бригадний генерал, ветеринар.